# Clathrosphaerina zalewskii
Clathrosphaerina zalewskii är en svampart som beskrevs av Beverw. 1951. Clathrosphaerina zalewskii ingår i släktet Clathrosphaerina och familjen Hyaloscyphaceae.   Inga underarter finns listade i Catalogue of Life.